# Yellow Caesar
 (juillet 2025).
Pour plus de détails, voir Fiche technique et Distribution.
Yellow Caesar est un court-métrage de propagande britannique réalisé par Alberto Cavalcanti, sorti en 1941.

## Synopsis
Composé de documents d'archives et de quelques passages de fiction, le film brosse un portrait mordant de Benito Mussolini, yellow Caesar : empereur couard.

## Analyse
Les images sont détournées. La voix d'acteurs (plusieurs acteurs différents) remplace parfois celle de Mussolini dans certains extraits d'archive où il apparaît, et lui font tenir des propos qui le ridiculisent ou sont censés être révélateurs du caractère mégalomane et pleutre du personnage. Il s'agit clairement d'une caricature, apparentée au Blitz Wolf de Tex Avery.

## Fiche technique
- Titre : Yellow Caesar
- Titre original : Yellow Caesar
- Réalisation : Alberto Cavalcanti
- Scénario : Michael Foot et Frank Owen, avec des dialogues de Adrian Brunel et un commentaire de Michael Frank
- Montage :  Charles Crichton
- Production : Michael Balcon et John Croydon
- Pays d'origine : Grande-Bretagne
- Format : Noir et Blanc
- Genre cinématographique : Documentaire
- Durée : 24 minutes
- Date de sortie : 1941

## Distribution
- Michael Frank : voix du commentateur
- Douglas Byng : le sympathisant anglais
- Marcel King : voix de Benito Mussolini
- Sam Lee : voix de Benito Mussolini
- Lito Masconas : le speaker radio italien
- Max Spiro : voix de Benito Mussolini
- Feliks Topolski : le dessinateur
- Jack Warrock : voix de Benito Mussolini